# 328e régiment d'infanterie (France)
Le 328e régiment d'infanterie (328e RI) est un régiment d'infanterie de l'Armée de terre française constitué en 1914 avec les bataillons de réserve du 128e régiment d'infanterie.
À la mobilisation, chaque régiment d'active créé un régiment de réserve dont le numéro est le sien plus 200.

## Création et différentes dénominations
- 4 août 1914: 328e régiment d'infanterie, à Abbeville.

## Chefs de corps
- du 4 août 1914 au 17 novembre 1914 : Lieutenant colonel Lafitte
- du 18 novembre 1914 au 18 janvier 1915 : Lieutenant colonel Vallier
- du 18 janvier 1915 au : Lieutenant colonel Claudoy

## Historique des garnisons, combats et batailles du328eRI

### Première Guerre mondiale

#### Affectations
- 2e corps d'armée août 1914
- 4e division d'infanterie de juin 1915 à octobre 1917
- 52e division d'infanterie d'octobre 1917 à novembre 1918

#### 1914
Composition en août 1914 : 2 220 soldats.
- 15 août : vers Livry-sur-Seine.
- 18 août : vers Les Mureaux.
- 22 août : vers Brandeville et Montmédy.
- 26 août : vers Villers-la-Loue.
- 27 août : vers Beauclair.
- 28 août : vers Grandpré.
- 31 août : vers Briquenay.
- 7 septembre : vers Hauteville (Marne).
- 10 septembre : vers Arzillières-Neuville.
- 12 septembre : vers Dommartin-Varimont.
- 16 septembre : vers La Neuville-au-Pont.
- 1er octobre : vers La Noue.
- 21 novembre : vers La Harazée, sur la commune de Vienne-le-Château, Marne, les combats de Argonne.
- 28 novembre : vers Le Four de Paris, sur la commune de Vienne-le-Château, Marne.

#### 1915
- 1er janvier : vers Florent-en-Argonne.
- 18 janvier : à Chaumont.

- bataille de l'Argonne
- bataille de Tahure

#### 1916
- bataille de Belloy et Bernay-en-Santerre

#### 1918
- bataille de l'Ourcq (1918)
- bataille de l'Aisne (1918)

## Drapeau du régiment
Il porte, cousues en lettres d'or dans ses plis, les inscriptions suivantes :
- Argonne 1915
- Tahure 1915
- L'Ourcq 1918
- L'Aisne 1918

Fourragère aux couleurs de la Croix de Guerre 1914-1918 décernée le 3 septembre 1918

## Personnalités ayant servi au328eRI
- Charles Ecila (1882-1964), pseudonyme d'Alexandre Chomel, journaliste, critique littéraire et parolier. Il est fait prisonnier le 7 novembre 1914 à Vienne-le-Château et interné à Limburg puis à Giessen jusqu'en novembre 1917.

## Sources et bibliographie
- Historique du 328e régiment d'infanterie, Abbeville, Imprimerie F. Paillart, 1920, 31 p., lire en ligne sur Gallica.